# Rétroaction carbone du sol

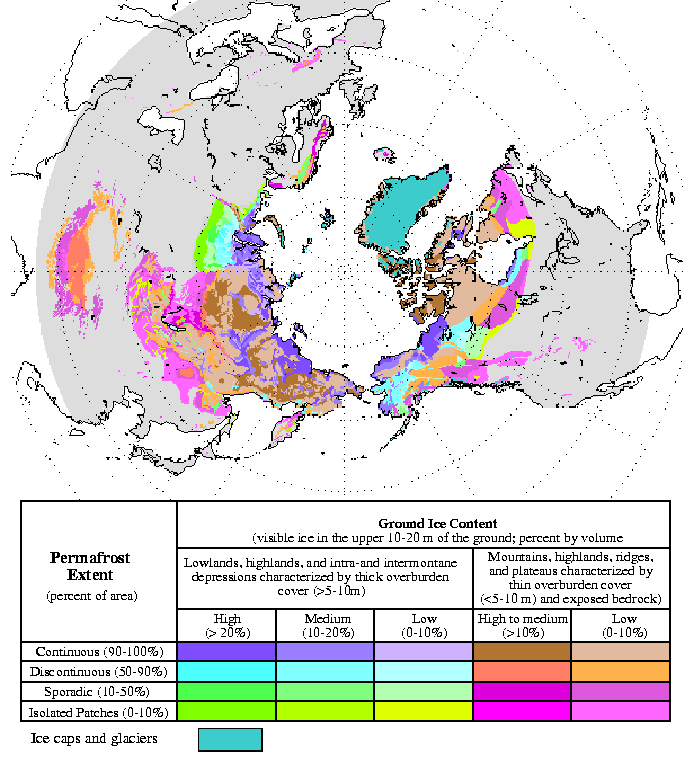
Carte montrant l'étendue et les types de pergélisol dans l'hémisphère nord

La rétroaction carbone des sols concerne les émissions de carbone des sols en réponse au réchauffement climatique. Cette réponse sous le changement climatique est une réponse positive au changement climatique. Il y a environ deux ou trois fois plus de carbone dans les sols globaux que dans l'atmosphère terrestre, ce qui rend la compréhension de cette rétroaction cruciale pour comprendre le futur changement climatique,. Un taux de respiration plus élevé du sol est la principale cause de cette rétroaction, où les mesures impliquent que 4 °C de chauffage augmente la respiration annuelle du sol jusqu'à 37 %.

## Impact sur le changement climatique

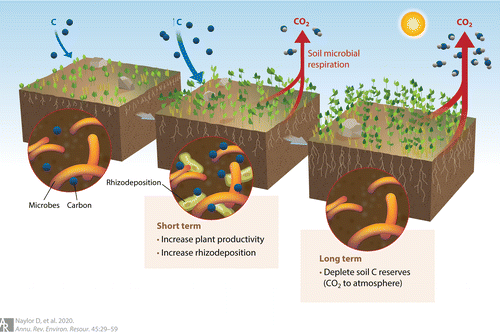
Impact du sur les réserves de carbone du sol

Une étude basée sur l'observation sur le changement climatique futur, sur la rétroaction du carbone du sol, menée depuis 1991 à Harvard, suggère la libération d'environ 190 pétagrammes de carbone du sol, l'équivalent des deux dernières décennies d'émissions de gaz à effet de serre provenant de la combustion de combustibles fossiles, jusqu'en 2100 à partir de le premier mètre des sols de la Terre, en raison de changements dans les communautés microbiennes sous des températures élevées,.
Une étude de 2018 conclut que « des pertes de carbone du sol dues au climat se produisent actuellement dans de nombreux écosystèmes, avec une tendance détectable et soutenue émergeant à l'échelle mondiale »,.

### Pergélisol
La décongélation du pergélisol (terre gelée), qui se trouve aux latitudes plus élevées, les régions arctiques et subarctiques, suggère, sur la base des preuves observationnelles, une libération linéaire et chronique des émissions de gaz à effet de serre avec le changement climatique continu de ces dynamiques de carbone.

### Point de basculement
Une étude publiée en 2011 a identifié une instabilité dite de bombe à compost, liée à un point de basculement avec des rejets explosifs de carbone du sol des tourbières. Les auteurs ont noté qu'il existe un équilibre unique et stable du carbone du sol pour toute température atmosphérique fixe. Malgré la prédiction selon laquelle le bilan carbone des tourbières passera d'un puits à une source ce siècle, les écosystèmes de tourbières sont toujours omis des principaux modèles du système terrestre et des modèles d'évaluation intégrée.

### Incertitudes
Les modèles climatiques ne tiennent pas compte des effets du dégagement de chaleur biochimique associé à la décomposition microbienne.